# Amorphochelus sogai
Amorphochelus sogai är en skalbaggsart som beskrevs av Marc Lacroix 1997. Amorphochelus sogai ingår i släktet Amorphochelus och familjen Melolonthidae. Inga underarter finns listade i Catalogue of Life.